# 錦江町
錦江町（きんこうちょう）は、鹿児島県の大隅半島西部に位置する町。肝属郡に属する。2005年3月22日、旧・大根占町と旧・田代町との合併により誕生した。

## 地理
町域の大半は肝属山地（国見連山）で占められており、西部は錦江湾（鹿児島湾）に面し薩摩半島と対峙する。西側の海岸部（旧・大根占町の中心部）とその他の地域とは阿多カルデラが形成する崖により隔てられ東側には大根占台地が広がる。南大隅町との境界線上には照葉樹林帯が広がり、稲尾岳は国の天然記念物（天然保護区域）に指定されている。

### 気候
錦江町役場が所在する旧・大根占町中心部は海岸地帯にあたり、年平均気温は約20度、年平均降水量は約2,000 mmとなる。アメダスが設置されている田代は中部高原地帯にあたり、年平均気温は約17度、年平均降水量は約2,500 mmとなる。
| 田代（1991年 - 2020年）の気候      | 田代（1991年 - 2020年）の気候 | 田代（1991年 - 2020年）の気候 | 田代（1991年 - 2020年）の気候 | 田代（1991年 - 2020年）の気候 | 田代（1991年 - 2020年）の気候 | 田代（1991年 - 2020年）の気候 | 田代（1991年 - 2020年）の気候 | 田代（1991年 - 2020年）の気候 | 田代（1991年 - 2020年）の気候 | 田代（1991年 - 2020年）の気候 | 田代（1991年 - 2020年）の気候 | 田代（1991年 - 2020年）の気候 | 田代（1991年 - 2020年）の気候 |
| 月                                 | 1月                           | 2月                           | 3月                           | 4月                           | 5月                           | 6月                           | 7月                           | 8月                           | 9月                           | 10月                          | 11月                          | 12月                          | 年                            |
| ---------------------------------- | ----------------------------- | ----------------------------- | ----------------------------- | ----------------------------- | ----------------------------- | ----------------------------- | ----------------------------- | ----------------------------- | ----------------------------- | ----------------------------- | ----------------------------- | ----------------------------- | ----------------------------- |
| 最高気温記録 °C （°F）             | 22.2 (72)                     | 23.9 (75)                     | 25.8 (78.4)                   | 27.6 (81.7)                   | 31.5 (88.7)                   | 32.9 (91.2)                   | 35.5 (95.9)                   | 36.1 (97)                     | 34.1 (93.4)                   | 31.2 (88.2)                   | 28.0 (82.4)                   | 24.1 (75.4)                   | 36.1 (97)                     |
| 平均最高気温 °C （°F）             | 11.6 (52.9)                   | 13.0 (55.4)                   | 16.0 (60.8)                   | 20.3 (68.5)                   | 24.1 (75.4)                   | 26.3 (79.3)                   | 30.1 (86.2)                   | 30.8 (87.4)                   | 28.6 (83.5)                   | 24.2 (75.6)                   | 19.0 (66.2)                   | 13.8 (56.8)                   | 21.5 (70.7)                   |
| 日平均気温 °C （°F）               | 6.6 (43.9)                    | 7.8 (46)                      | 10.7 (51.3)                   | 14.9 (58.8)                   | 18.8 (65.8)                   | 22.2 (72)                     | 25.8 (78.4)                   | 26.1 (79)                     | 23.5 (74.3)                   | 18.6 (65.5)                   | 13.3 (55.9)                   | 8.3 (46.9)                    | 16.4 (61.5)                   |
| 平均最低気温 °C （°F）             | 1.4 (34.5)                    | 2.2 (36)                      | 5.2 (41.4)                    | 9.2 (48.6)                    | 13.7 (56.7)                   | 18.6 (65.5)                   | 22.2 (72)                     | 22.4 (72.3)                   | 19.5 (67.1)                   | 13.7 (56.7)                   | 7.9 (46.2)                    | 2.9 (37.2)                    | 11.6 (52.9)                   |
| 最低気温記録 °C （°F）             | −10.4 (13.3)                  | −6.8 (19.8)                   | −4.5 (23.9)                   | −1.4 (29.5)                   | 4.0 (39.2)                    | 8.2 (46.8)                    | 12.9 (55.2)                   | 14.7 (58.5)                   | 8.5 (47.3)                    | 0.3 (32.5)                    | −3.1 (26.4)                   | −6.1 (21)                     | −10.4 (13.3)                  |
| 降水量 mm （inch）                 | 90.1 (3.547)                  | 130.8 (5.15)                  | 170.5 (6.713)                 | 205.1 (8.075)                 | 235.0 (9.252)                 | 613.6 (24.157)                | 413.9 (16.295)                | 317.2 (12.488)                | 334.9 (13.185)                | 157.0 (6.181)                 | 121.9 (4.799)                 | 98.2 (3.866)                  | 2,880.2 (113.394)             |
| 平均降水日数 （≥1.0 mm）           | 9.6                           | 10.2                          | 13.1                          | 11.0                          | 11.1                          | 17.3                          | 12.7                          | 14.5                          | 12.7                          | 8.7                           | 9.2                           | 9.3                           | 139.5                         |
| 平均月間日照時間                   | 116.6                         | 125.0                         | 154.6                         | 168.9                         | 166.3                         | 95.6                          | 179.1                         | 187.9                         | 152.2                         | 168.2                         | 145.6                         | 126.5                         | 1,785.2                       |
| 出典1：Japan Meteorological Agency |                               |                               |                               |                               |                               |                               |                               |                               |                               |                               |                               |                               |                               |
| 出典2：気象庁                      |                               |                               |                               |                               |                               |                               |                               |                               |                               |                               |                               |                               |                               |

### 隣接市町村
- 鹿屋市
- 肝属郡
  - 肝付町・南大隅町

### 地名
旧・田代町のみ、先頭に旧町名をつけている（例：田代町××→錦江町田代××）。

#### 旧・大根占町
- 神川
- 城元
- 馬場

#### 旧・田代町
- 川原
- 麓

## 歴史
縄文時代からの遺跡が町内で発掘されており、この頃から定住があったようである。713年には大隅国が設置され肝坏郡（きもつきぐん）に属したのち大隅郡（1887年に南大隅郡とされる）に属す。平安中期には禰寝院として荘園支配がなされるようになる。
江戸時代には外城制（後に郷と称す）が敷かれ、大根占と田代の2郷が置かれた。大根占郷と田代郷は町村制施行時（1889年）にそのまま大根占村・田代村となった。大根占村は1933年8月、田代村は1961年4月にそれぞれ町制を施行した。
平成の大合併では当初大根占町・田代町・根占町・佐多町（後者2町は現在の南大隅町）の4町で合併協議を進めたが、2004年に大根占町側から反対の声が挙がり田代町との合併協議を進めた。同年10月29日に合併協定書調印式が行われ、2005年3月22日に大根占町・田代町が対等合併して新町制を施行し、錦江町が発足した。町名は西側に広がる錦江湾（鹿児島湾）に由来し、一般公募により決定された。

## 行政

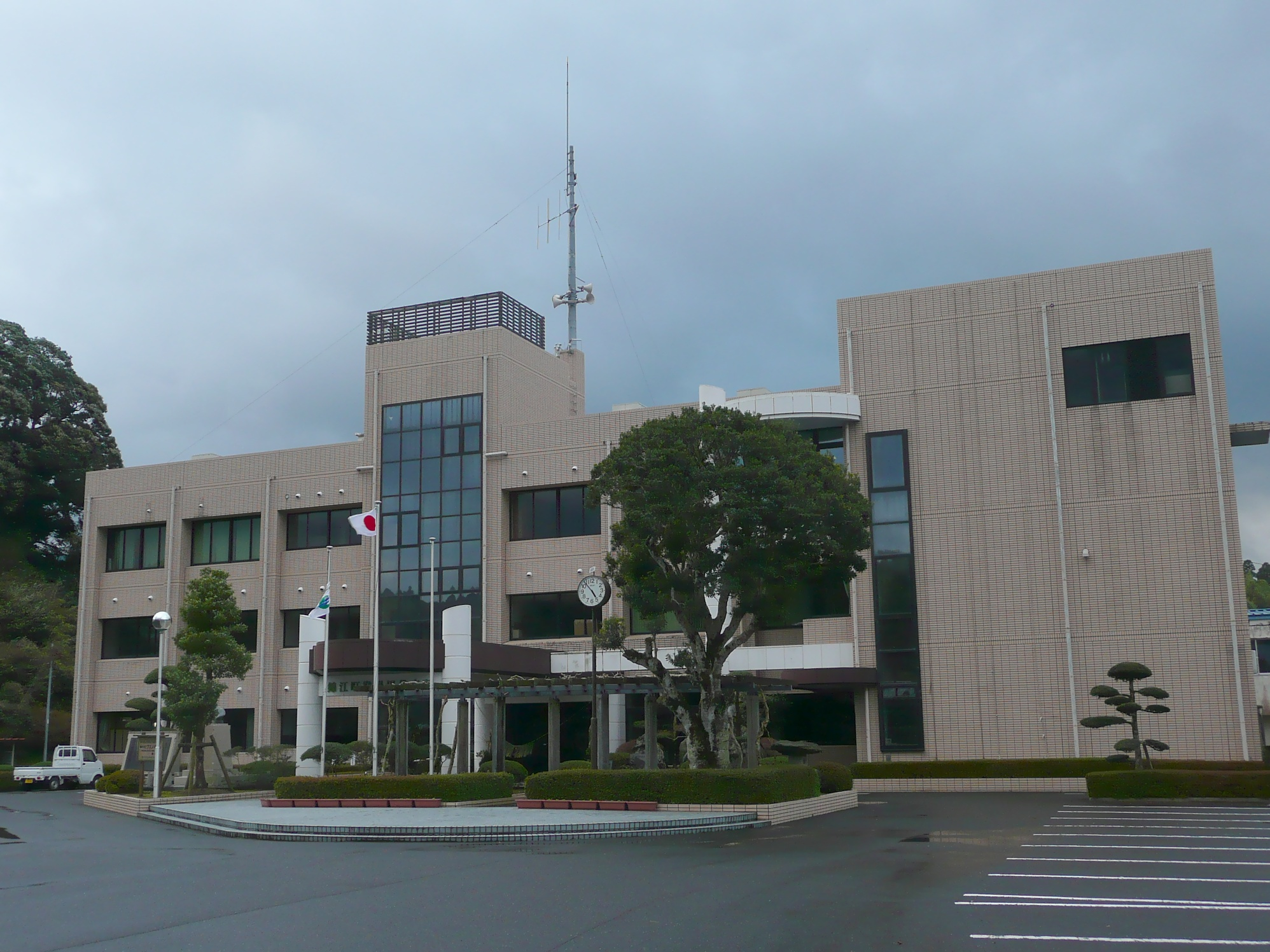
田代支所

- 町長：新田敏郎（2021年12月20日就任、1期目）

初代町長は野元良一。2009年4月19日の町長選においても前町議・楠元忠洋を5票差で破るものの、一部投票所で不在者投票が立会人なしで行われたため、同年10月、県選挙管理委員会はこれを無効とした。野元は11月15日に辞職し、12月20日の出直し町長選で楠元が当選した。2017年11月26日の町長選において、元町総務課長の木場一昭が現職で3期目を目指した楠元忠洋を5票差で破り初当選した。2021年の町長選において、新人の新田敏郎が初当選した。

### 町の行政機関
- 役場本庁（旧大根占町役場）
  - 田代支所（旧田代町役場）

### 県の行政機関
- 鹿児島県警察：錦江警察署

## 姉妹都市・提携都市
「姉妹町」が国内に1町ある。

### 日本国内
- 与論町（鹿児島県）
  - 1969年（昭和44年）6月7日 - 旧田代町と与論町が姉妹盟約締結[10]
  - 2006年（平成18年）6月7日 - 錦江町と与論町が姉妹盟約締結

第二次世界大戦後の1946年、満洲（旧満州国錦州省盤山県）から引き揚げた与論開拓団が田代村（当時）に入植した縁。入植地は満洲での開拓地の名を引き継ぎ、盤山集落と呼ばれる。2005年の錦江町発足後、入植60周年の記念の年でもある2006年に改めて姉妹盟約を締結。

### その他の提携
- 出水市（鹿児島県）
  - 2018年6月8日 - 敵対都市提携宣言署名式[12][13]

敵対都市を名乗る提携は「全国初」とされる。鹿児島県のローカルヒーロー「薩摩剣士隼人」を手掛ける外山雄大によるご当地アイドル連携プロジェクトから始まったもので、錦江町のご当地ガールズ「錦江くわがたガールズ」（先発）と出水市のご当地ガールズ「いずみとりとりガールズ」（2017年から活動を開始）を「ライバル関係」としている。
対立構図によるPRを打ち出すもので、双方自治体が関わるイベントで「ご当地ガールズキャラ」・ゆるキャラ（錦江町の「でんしろう」、出水市の「つるのしん」）が出演しての町PR対決や、自治体幹部・職員同士による「対決」を行う。

## 地域

### 人口
| |                                        |  |
| 錦江町と全国の年齢別人口分布（2005年） | 錦江町の年齢・男女別人口分布（2005年） |  |
| ■紫色 ― 錦江町 ■緑色 ― 日本全国 | ■青色 ― 男性 ■赤色 ― 女性              |  |
| 錦江町（に相当する地域）の人口の推移 \| 1970年（昭和45年） \| 16,736人 \| \| \| 1975年（昭和50年） \| 14,959人 \| \| \| 1980年（昭和55年） \| 13,829人 \| \| \| 1985年（昭和60年） \| 13,043人 \| \| \| 1990年（平成2年） \| 12,239人 \| \| \| 1995年（平成7年） \| 11,608人 \| \| \| 2000年（平成12年） \| 10,889人 \| \| \| 2005年（平成17年） \| 10,015人 \| \| \| 2010年（平成22年） \| 8,987人 \| \| \| 2015年（平成27年） \| 7,923人 \| \| \| 2020年（令和2年） \| 6,944人 \| \| |                                        |  |
| 総務省統計局 国勢調査より |                                        |  |
| 1970年（昭和45年） | 16,736人                               |  |
| 1975年（昭和50年） | 14,959人                               |  |
| 1980年（昭和55年） | 13,829人                               |  |
| 1985年（昭和60年） | 13,043人                               |  |
| 1990年（平成2年） | 12,239人                               |  |
| 1995年（平成7年） | 11,608人                               |  |
| 2000年（平成12年） | 10,889人                               |  |
| 2005年（平成17年） | 10,015人                               |  |
| 2010年（平成22年） | 8,987人                                |  |
| 2015年（平成27年） | 7,923人                                |  |
| 2020年（令和2年） | 6,944人                                |  |

### 教育

#### 中学校
町立
- 錦江中学校（2008年4月1日より旧大根占中学校、神川中学校、宿利原中学校、池田中学校を統合して設置）
- 田代中学校（錦江町発足直後の2005年4月1日に旧田代町立田代中学校、田代町立大原中学校を統合して設置[16]）

#### 小学校
町立
- 大根占小学校（2025年4月1日に宿利原小学校と池田小学校を統合）
- 神川小学校
- 田代小学校（2025年4月1日に大原小学校を統合）

## 交通

### 空港
- 最寄り空港は鹿児島空港。錦江町までは車で2時間20分（高速道路経由では1時間45分）ほどかかる[17]。

### 鉄道
- 町内に鉄道はない。錦江町役場では新幹線最寄り駅となる九州旅客鉄道（JR九州）鹿児島中央駅からの経路を案内している[17]。

### バス
- 鹿児島交通 - 町内全バス路線を運行する。鹿屋市・垂水市と南大隅町を錦江町経由で結ぶ。
- 大根占地区コミュニティバス
- 田代地区コミュニティバス

### 道路
錦江湾沿岸を国道269号が通り、錦江町役場前から国道448号が田代方面へ分岐する。内陸部（池田・田代など）を県道鹿屋吾平佐多線が縦断する。神川の国道269号沿いには道の駅錦江にしきの里が設置されている。

#### 高速道路
- 最寄りインターチェンジは鹿屋市にある大隅縦貫道笠之原インターチェンジ[17]。
  - 大隅縦貫道は錦江町田代地域までが事業化されているが、笠之原インターチェンジ以南の「吾平道路」「吾平大根占田代道路」は一般道路として整備される計画となっている（詳細は大隅縦貫道の項目を参照）

## 名所・旧跡・観光スポット・祭事・催事

### 名所旧跡など

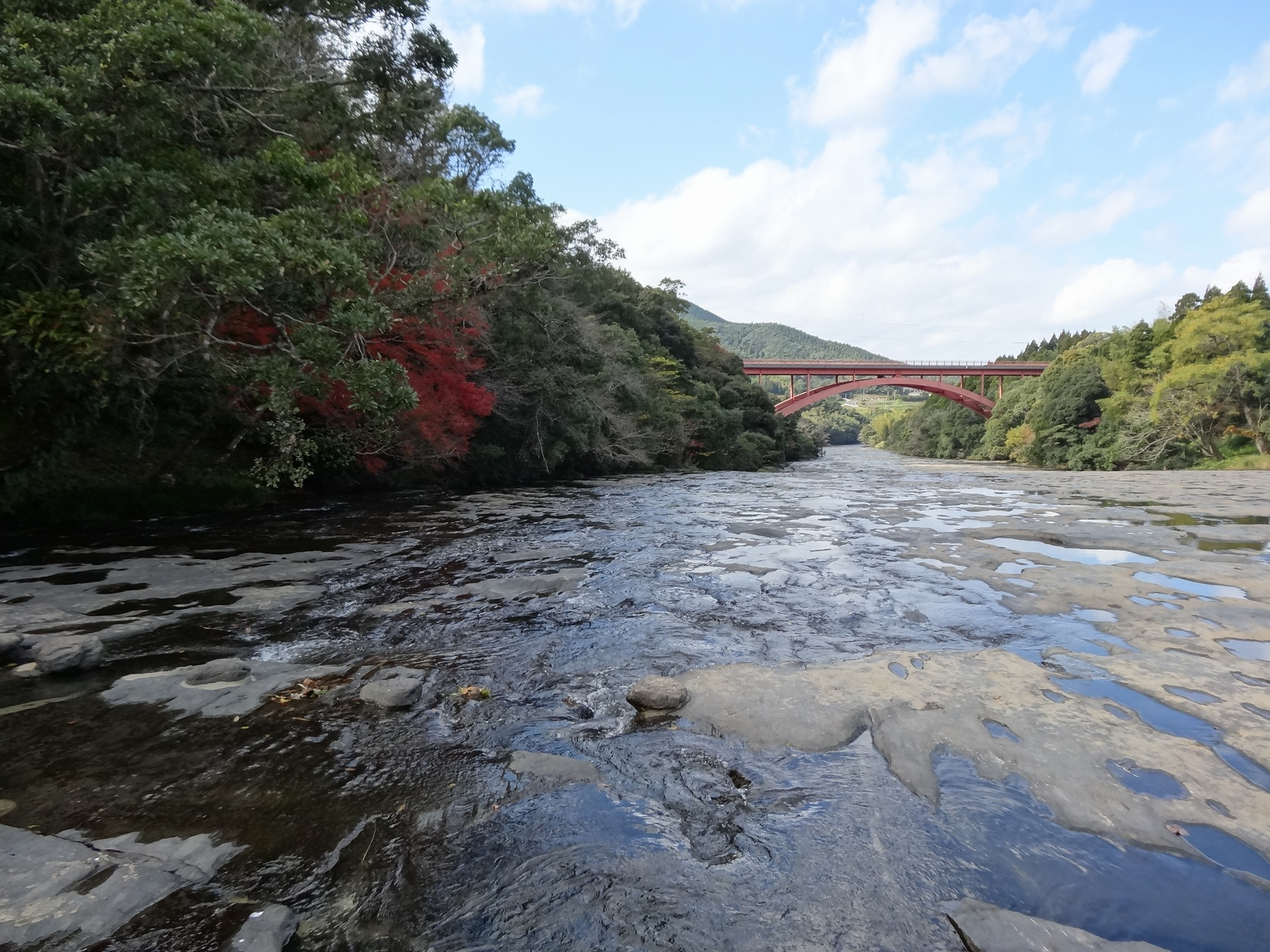
花瀬

- 神川大滝
- 照葉樹の森
- トロピカルガーデン神川
- 花瀬

### イベント
- 花瀬公園まつり（4月第1日曜日）
- サザンビーチバレーフェスタ（7月）
- 自然まるごと体験ツアー（7月下旬・8月上旬）

## 著名な出身者

### 旧・大根占町
- 大雄辰實 - 大相撲力士
- 四代目三遊亭圓歌 - 落語家
- 川越美和 - 歌手・女優

### 旧・田代町
- 中島啓江 - オペラ歌手
- 別府修作 - プロ野球選手

## 参考資料
- 新町誕生の歴史（大根占町・田代町の歴史） 錦江町役場公式サイト